# Júlio Mesquita (ort)
Júlio Mesquita är en ort i Brasilien.   Den ligger i kommunen Júlio Mesquita och delstaten São Paulo, i den södra delen av landet, 700 km söder om huvudstaden Brasília. Júlio Mesquita ligger 523 meter över havet och antalet invånare är 4 430.
Terrängen runt Júlio Mesquita är platt. Närmaste större samhälle är Guaimbê, 15,7 km nordväst om Júlio Mesquita.
Omgivningarna runt Júlio Mesquita är huvudsakligen savann. Runt Júlio Mesquita är det ganska glesbefolkat, med 30 invånare per kvadratkilometer.